# Équipe de France de triathlon
Pour les articles homonymes, voir Équipe de France.
Cet article traite des médailles et des accessits concernant les huit premières places (équivalent diplôme olympique et place de finalistes) des membres de  l'équipe de France de triathlon élite aux Jeux olympiques et dans les différents championnats du monde et d'Europe.

## Encadrement
- Encadrement principal :
  - Directeur technique national : Benjamin Maze[2].
  - Entraîneur national hommes sur courte distance : Sébastien Poulet (2015)[3]
  - Entraîneur national hommes sur longue distance : Pierre Houseaux (2004-2015)[4]
  - Entraîneur national femmes : Stéphanie Deanaz-Gros (2009-2015)[4]
  - Adjoint au directeur technique national chargé des équipes de France : Benjamin Maze (2012 - )[5]

## Palmarès aux Jeux olympiques
| Année | Lieu           | Champions olympiques | Équipe de France Hommes           | Championnes olympiques | Équipe de France Femmes                  |
| ----- | -------------- | -------------------- | --------------------------------- | ---------------------- | ---------------------------------------- |
| 2000  | Sydney         | Simon Whitfield      | 7e Olivier Marceau                | Brigitte McMahon       | 7e Isabelle Mouthon 8e Christine Hocq    |
| 2004  | Athènes        | Hamish Carter        | 5e Frédéric Belaubre              | Kate Allen             |                                          |
| 2008  | Pékin          | Jan Frodeno          |                                   | Emma Snowsill          |                                          |
| 2012  | Londres        | Alistair Brownlee    | 4e David Hauss 5e Laurent Vidal   | Nicola Spirig          |                                          |
| 2016  | Rio de Janeiro | Alistair Brownlee    | 7e Vincent Luis                   | Gwen Jorgensen         |                                          |
| 2021  | Tokyo          | Kristian Blummenfelt |                                   | Flora Duffy            | 5e Léonie Périault                       |
| 2024  | Paris          | Alex Yee             | 3e Léo Bergère 4e Pierre Le Corre | Cassandre Beaugrand    | 1re Cassandre Beaugrand 4e Emma Lombardi |

## Palmarès aux championnats du monde
À sa création en 1989, le Championnat du monde est une épreuve sur une seule course. À partir de 2009, cette compétition regroupe plusieurs épreuves (les Séries mondiales de triathlon) réparties tout au long de l’année et se déroulant dans différents pays.

### Classement général
Depuis 1989, la France n’a décroché que trois médailles aux championnats du monde : l’or pour Olivier Marceau (2000) et le bronze pour Frédéric Belaubre (2006) et Vincent Luis (2015).
Le tableau suivant présente les triathlètes français ayant intégré les huit premières places du classement général des championnats du monde pour chaque édition.

### Séries mondiales
L'équipe de France obtient plusieurs médailles dans les différentes épreuves constituant les Séries mondiales de triathlon depuis leurs créations en 2009. La première médaille d'or est remportée par Vincent Luis en 2015 à Hambourg.

## Palmarès aux championnats du monde en relais mixte
Auparavant trois compétitions de Championnat du monde en relais ont eu lieu dans des versions où les hommes et les femmes étaient séparés (2003, 2006 et 2007), mais la France n'avait proposé aucune équipe pour ces compétitions,,. Depuis sa première participation à l’édition mixte de 2010, l'équipe de France a toujours fini dans les six premières places.
| 2009 | Hy-Vee                                                           | Suisse                                                           | aucune équipe représentée                                                  |                                                                  |                                                                  |                                                                  |
| 2010 | Lausanne                                                         | Suisse                                                           | Jessica Harrison - Frédéric Belaubre - Carole Péon - David Hauss           |                                                                  |                                                                  |                                                                  |
| 2011 | Lausanne                                                         | Royaume-Uni                                                      | 4e Jessica Harrison - Vincent Luis - Emmie Charayron - David Hauss         |                                                                  |                                                                  |                                                                  |
| 2012 | Stockholm                                                        | Royaume-Uni                                                      | Jessica Harrison - Tony Moulai - Carole Péon - Vincent Luis                |                                                                  |                                                                  |                                                                  |
| 2013 | Hambourg                                                         | Allemagne                                                        | 5e Jessica Harrison - Vincent Luis - Emmie Charayron - Aurélien Raphaël    |                                                                  |                                                                  |                                                                  |
| 2014 | Hambourg                                                         | Royaume-Uni                                                      | Cassandre Beaugrand - Dorian Coninx - Audrey Merle - Vincent Luis          |                                                                  |                                                                  |                                                                  |
| 2015 | Hambourg                                                         | France                                                           | Jeanne Lehair - Dorian Coninx - Audrey Merle - Vincent Luis                |                                                                  |                                                                  |                                                                  |
| 2016 | Hambourg                                                         | États-Unis                                                       | 4e Cassandre Beaugrand - Aurélien Raphaël - Audrey Merle - Anthony Pujades |                                                                  |                                                                  |                                                                  |
| 2017 | Hambourg                                                         | Australie                                                        | 6e Jeanne Lehair - Dorian Coninx - Émilie Morier - Vincent Luis            |                                                                  |                                                                  |                                                                  |
| 2018 | Hambourg                                                         | France                                                           | Léonie Périault - Dorian Coninx - Cassandre Beaugrand - Vincent Luis       |                                                                  |                                                                  |                                                                  |
| 2019 | Hambourg                                                         | France                                                           | Émilie Morier - Léo Bergère - Cassandre Beaugrand - Vincent Luis           |                                                                  |                                                                  |                                                                  |
| 2020 | Hambourg                                                         | France                                                           | Léonie Périault - Léo Bergère - Cassandre Beaugrand - Dorian Coninx        |                                                                  |                                                                  |                                                                  |
| 2021 | Championnats du monde annulés pour cause de pandémie de Covid-19 | Championnats du monde annulés pour cause de pandémie de Covid-19 | Championnats du monde annulés pour cause de pandémie de Covid-19           | Championnats du monde annulés pour cause de pandémie de Covid-19 | Championnats du monde annulés pour cause de pandémie de Covid-19 | Championnats du monde annulés pour cause de pandémie de Covid-19 |
| 2022 | Montréal                                                         | France                                                           | Emma Lombardi - Pierre Le Corre - Cassandre Beaugrand - Vincent Luis       |                                                                  |                                                                  |                                                                  |

## Palmarès aux championnats du monde longue distance
Les triathlètes masculins totalisent 22 médailles (8 médailles d’or, 6 d’argent, 8 de bronze) et les triathlètes féminines totalisent quant à elles 7 médailles (2 médailles d’or, 2 d’argent, 3 de bronze). L'équipe de France est première sur cette compétition devant l'équipe du danemark qui compte une médaille d'or en moins.

## Palmarès aux championnats du monde triathlon cross
Depuis 2011 et l'existence de cette compétition, l'équipe de France a obtenu une médaille de bronze, par Brice Daubord en 2013.
| Année | Lieu                | Champions du monde cross | Équipe de France Hommes | Championnes du monde cross | Équipe de France Femmes   |
| ----- | ------------------- | ------------------------ | ----------------------- | -------------------------- | ------------------------- |
| 2011  | Guijo de Granadilla | Conrad Stoltz            |                         | Mélanie McQuaid            | 5e Marion Lorblanchet     |
| 2012  | Pelham              | Conrad Stoltz            |                         | Lesley Paterson            |                           |
| 2013  | La Haye             | Conrad Stoltz            | Brice Daubord           | Héléna Erbenová            |                           |
| 2014  | Zittau              | Rubén Ruzafa             | 7e François Carloni     | Katrin Müller              |                           |
| 2015  | Cagliari            | Rubén Ruzafa             | 8e Arthur Forissier     | Flora Duffy                |                           |
| 2016  | Snowy Mountains     | Rubén Ruzafa             | 4e Brice Daubord        | Flora Duffy                | 5e Myriam Guillot-Boisset |
| 2017  | Penticton           | Francisco Serrano        |                         | Mélanie McQuaid            |                           |

## Palmarès français aux championnats du monde Ironman
Cette compétition étant organisée par une société privée (World Triathlon Corporation), les français représentent leur pays et non pas leur fédération. Sam Laidlow est le seul français et Isabelle Mouthon la seule française à être montés sur le podium du championnat du monde d'Ironman. Le français Patrick Vernay obtient la 6e place en 2008, mais comme à chaque participation dans cette compétition il représentait son archipel d'origine la Nouvelle-Calédonie. 
| Compétition     | Représentants français | Représentantes françaises                            |
| --------------- | --- | ---------------------------------------------------- |
| Ironman d'Hawaï | Sam Laidlow (2022) · 5e Cyril Viennot (2014) · 6e Cyril Viennot (2015) · 6e François Chabaud (2002) · 6e Léon Chevalier (2021) · 7e René Rovera (1998) · 7e Léon Chevalier (2022) · 8e Yves Cordier (1989) · 8e Sam Laidlow (2021) | Isabelle Mouthon (1995) · 8e Béatrice Mouthon (1995) |
| Ironman 70.3    | 4e Stéphan Bignet (2007) 6e Sylvain Sudrie (2009) | 8e Manon Genêt (2019)                                |

## Palmarès français aux championnats du monde Xterra
Le palmarès des représentants français aux Championnats du monde Xterra commença en 2002 avec la médaille de bronze de Nicolas Lebrun. Cette autre compétition de « Triathlon nature » est également organisée par une société privée (Team Unlimited). Elle se déroule chaque année à Maui dans l'archipel d'Hawaï aux États-Unis.
| Année                         | Champions du monde Xterra | Représentants français             | Championnes du monde Xterra | Représentantes françaises                   |
| ----------------------------- | ------------------------- | ---------------------------------- | --------------------------- | ------------------------------------------- |
| 1996 à 2001 = aucun « Top 8 » |                           |                                    |                             |                                             |
| 2002                          | Conrad Stoltz             | Nicolas Lebrun                     | Candy Angle                 |                                             |
| 2003                          | Eneko Llanos              | Nicolas Lebrun                     | Mélanie McQuaid             |                                             |
| 2004                          | Eneko Llanos              | 6e Nicolas Lebrun 7e Sylvain Dodet | Jamie Whitmore              |                                             |
| 2005                          | Nicolas Lebrun            |                                    | Mélanie McQuaid             |                                             |
| 2006                          | Hamish Carter             | 8e Nicolas Lebrun                  | Mélanie McQuaid             |                                             |
| 2007                          | Conrad Stoltz             | 7e Nicolas Lebrun                  | Julie Dibens                |                                             |
| 2008                          | Rubén Ruzafa              |                                    | Julie Dibens                |                                             |
| 2009                          | Eneko Llanos              | Nicolas Lebrun 6e Franky Batelier  | Julie Dibens                | 6e Marion Lorblanchet                       |
| 2010                          | Conrad Stoltz             | Franky Batelier 5e Nicolas Lebrun  | Shonny Vanlandingham        | Marion Lorblanchet                          |
| 2011                          | Michael Weiss             |                                    | Lesley Paterson             | Marion Lorblanchet                          |
| 2012                          | Javier Gómez              |                                    | Lesley Paterson             |                                             |
| 2013                          | Rubén Ruzafa              | 7e Nicolas Lebrun 8e Marvin Gruget | Nicky Samuels               |                                             |
| 2014                          | Rubén Ruzafa              |                                    | Flora Duffy                 |                                             |
| 2015                          | Josiah Middaugh           |                                    | Flora Duffy                 | 4e Myriam Guillot-Boisset                   |
| 2016                          | Mauricio Méndez           |                                    | Flora Duffy                 | 4e Myriam Guillot-Boisset 6e Michelle Flipo |

## Bilan des médailles
| Compétition                                           | Hommes | Hommes | Hommes | Femmes | Femmes | Femmes | Total                                            | Classement Mondial                               |
| Compétition                                           | Or     | Argent | Bronze | Or     | Argent | Bronze | Total                                            | Classement Mondial                               |
| ----------------------------------------------------- | ------ | ------ | ------ | ------ | ------ | ------ | ------------------------------------------------ | ------------------------------------------------ |
| Jeux Olympiques                                       | 0      | 0      | 1      | 1      | 0      | 0      | 2                                                | 6e                                               |
| Classement Général du Championnats du monde           | 1      | 0      | 2      | 0      | 0      | 0      | 3                                                | 10e                                              |
| Épreuves des Séries mondiales (WTS)                   | 2      | 2      | 13     | 0      | 1      | 2      | 20                                               | 4e                                               |
| Championnats du monde longue distance                 | 8      | 6      | 8      | 2      | 2      | 3      | 29                                               | 1re                                              |
| Championnats du monde cross                           | 0      | 0      | 1      | 0      | 0      | 0      | 1                                                | 2e                                               |
| Championnats du monde en relais mixte                 | 1      | 3      | 0      | 1      | 3      | 0      | 8                                                | 1re                                              |
| Totaux                                                | 12     | 11     | 24     | 4      | 6      | 5      | = 62 (non doublé 4 médailles des équipes mixtes) | = 62 (non doublé 4 médailles des équipes mixtes) |
| Dernière mise à jour : le 31 juillet 2024 Source: ITU |        |        |        |        |        |        |                                                  |                                                  |